# Límni Ziroú
Límni Ziroú är en sjö i Grekland.   Den ligger i prefekturen Nomós Prevézis och regionen Epirus, i den centrala delen av landet, 280 km nordväst om huvudstaden Aten. Límni Ziroú ligger 95 meter över havet. Arean är 0,33 kvadratkilometer.  Trakten runt Límni Ziroú består till största delen av jordbruksmark. Den sträcker sig 0,6 kilometer i nord-sydlig riktning, och 0,8 kilometer i öst-västlig riktning.